# Hilario
Hilario (Cerdeña, c. 399-Roma, 29 de febrero del 468) fue el papa 46.º de la Iglesia católica, entre el 461 y el 468.
Como archidiácono actuó como legado de León I Magno en el Concilio de Éfeso celebrado en el 449 y conocido como el "latrocinio de Éfeso" oponiéndose a la condena de Flaviano de Constantinopla lo que le supuso enfrentarse al monofisita patriarca alejandrino Dióscoro y verse obligado a alejarse tanto de  Constantinopla como de Roma para salvar su vida.
Gran parte de su pontificado se gastó en mantener la disciplina eclesiástica de conformidad con el derecho canónico y en resolver disputas jurisdiccionales entre los obispos de la Galia y de España.
Dedicó una especial atención al ordenamiento eclesiástico de España y de la Galia que tras las invasiones bárbaras se encontraban sumidas en el caos.
Hilario mandó construir dos oratorios en el baptisterio de Letrán, uno en honor de san Juan Bautista y otro dedicado al Apóstol San Juan, a cuya intercesión atribuía su salvación tras su intervención en el concilio de Éfeso. También mandó erigir una capilla de la Santa Cruz en el baptisterio, un convento, dos baños públicos y bibliotecas junto a la basílica de San Lorenzo Extramuros, donde fue enterrado tras su muerte en el 468.